# Ligier JS11
El Ligier JS11 fue un monoplaza de Fórmula 1 utilizado por el Equipe Ligier en las temporadas 1979 y 1980. Fue diseñado por Gérard Ducarouge y conducido por Jacques Laffite, Patrick Depailler, Jacky Ickx, y Didier Pironi.

## Historia
Conducido originalmente por Jacques Laffite y Patrick Depailler, el JS11 ganó las primeras 2 carreras de 1979, y siguió obteniendo resultados consistentes en las siguientes carreras, con Depailler ganando el Gran Premio de España. Depailler se lesionó a mitad de temporada en un accidente de ala delta y fue reemplazado el resto de la temporada por el belga Jacky Ickx. El equipo finalizó la temporada en tercera posición, con 61 puntos, detrás de Williams y Ferrari.

### JS11/15
En 1980, el equipo actualizó el JS11, mejorando la aerodinámica. El JS11/15 fue conducido por Jacques Laffite y Didier Pironi, proveniente de Tyrrell. El JS11/15 siguió siendo competitivo, consiguiendo 3 poles, en Mónaco, Francia y Gran Bretaña, y 2 victorias, una de Pironi en Bélgica y otra de Laffite en Alemania.
El equipo finalizó segundo en el campeonato de constructores, con 66 puntos, 34 de Laffite, y 32 de Pironi, y fueron superados solo por Williams. El JS11/15 fue reemplazado por el JS17 para 1981.

## Resultados

### Fórmula 1
(Clave) (negrita indica pole position) (cursiva indica vuelta rápida)

| Año  | Equipo                | Chasis  | Motor                    | Neu. | Pilotos           | 1   | 2   | 3   | 4   | 5   | 6   | 7   | 8   | 9   | 10  | 11  | 12  | 13  | 14  | 15  | Puntos | Pos. |
| ---- | --------------------- | ------- | ------------------------ | ---- | ----------------- | --- | --- | --- | --- | --- | --- | --- | --- | --- | --- | --- | --- | --- | --- | --- | ------ | ---- |
| 1979 | Equipe Ligier Gitanes | JS11    | Ford-Cosworth DFV 3.0 V8 | G    |                   | ARG | BRA | RSA | USW | ESP | BEL | MON | FRA | GBR | GER | AUT | NED | ITA | CAN | USA | 61     | 3.°  |
| 1979 | Equipe Ligier Gitanes | JS11    | Ford-Cosworth DFV 3.0 V8 | G    | Jacques Laffite   | 1   | 1   | Ret | Ret | Ret | 2   | Ret | 8   | Ret | 3   | 3   | 3   | Ret | Ret | Ret | 61     | 3.°  |
| 1979 | Equipe Ligier Gitanes | JS11    | Ford-Cosworth DFV 3.0 V8 | G    | Patrick Depailler | 4   | 2   | Ret | 5   | 1   | Ret | 5   |     |     |     |     |     |     |     |     | 61     | 3.°  |
| 1979 | Equipe Ligier Gitanes | JS11    | Ford-Cosworth DFV 3.0 V8 | G    | Jacky Ickx        |     |     |     |     |     |     |     | Ret | 6   | Ret | Ret | 5   | Ret | Ret | Ret | 61     | 3.°  |
| 1980 | Equipe Ligier Gitanes | JS11/15 | Ford-Cosworth DFV 3.0 V8 | G    |                   | ARG | BRA | RSA | USW | BEL | MON | FRA | GBR | GER | AUT | NED | ITA | CAN | USA |     | 66     | 2.°  |
| 1980 | Equipe Ligier Gitanes | JS11/15 | Ford-Cosworth DFV 3.0 V8 | G    | Jacques Laffite   | Ret | Ret | 2   | Ret | 11  | 2   | 3   | Ret | 1   | 4   | 3   | 9   | 8   | 5   |     | 66     | 2.°  |
| 1980 | Equipe Ligier Gitanes | JS11/15 | Ford-Cosworth DFV 3.0 V8 | G    | Didier Pironi     | Ret | 4   | 3   | 6   | 1   | Ret | 2   | Ret | Ret | Ret | Ret | 6   | 3   | 3   |     | 66     | 2.°  |